# Svart kejsarduva
Svart kejsarduva (Ducula melanochroa) är en fågel i familjen duvor inom ordningen duvfåglar.

## Utseende och läte
Svart kejsarduva är en helsvart duva med vita kanter på vingpennorna och röda fötter. I flykten liknar den gulfotad duva och vitstrupig duva, men har helmörkt huvud och skära ben olikt den förra och saknar vita strupen hos den senare. Arten hörs sällan, men djupa dånande läten har noterats.

## Utbredning och systematik
Fågeln förekommer i Bismarcköarna. Den behandlas som monotypisk, det vill säga att den inte delas in i några underarter.

## Levnadssätt
Svart kejsarduva hittas mestadels i ostörda gamla bergsskogar.

## Status
Trots det begränsade utbredningsområdet och att den tros minska i antal anses beståndet vara livskraftigt av internationella naturvårdsunionen IUCN.